# Let Them All Talk
Let Them All Talk é um filme estadunidense de comédia dramática dirigido por Steven Soderbergh baseado em um roteiro de Deborah Eisenberg. É estrelado por Meryl Streep, Dianne Wiest, Candice Bergen, Lucas Hedges e Gemma Chan.

## Elenco
- Meryl Streep como Alice Hughes
- Candice Bergen como Roberta
- Dianne Wiest como Susan
- Gemma Chan
- Lucas Hedges

## Produção
Em agosto de 2019, foi anunciado que Meryl Streep e Gemma Chan se juntaram ao elenco do filme, com Steven Soderbergh dirigindo um roteiro de Deborah Eisenberg.  Mais tarde naquele mês, foi anunciado que a HBO Max havia adquirido os direitos de distribuição do filme, junto com as adições de Candice Bergen, Dianne Wiest e Lucas Hedges ao elenco.
A produção começou em agosto de 2019 na cidade de Nova York. As filmagens continuaram a bordo do transatlântico Cunard RMS Queen Mary 2 enquanto ele cruzava o Atlântico, e no Reino Unido. Soderbergh atuou como editor de cinema e diretor de fotografia.

## Lançamento
O filme está programado para ser lançado em 10 de dezembro de 2020 pela HBO Max.